# Den nationale selvbestemmelsesret
Den nationale selvbestemmelsesret er et retsprincip, der betegner de forskellige nationers ret til at bestemme selv over deres egne anliggender. Historisk går princippet tilbage til den amerikanske uafhængighedserklæring fra 1776 og den franske menneskeretsdeklaration fra 1793, hvori  borgernes ret til selv at vælge egen regering og styreform blev fastslået. Et lignende princip er folkesuverænitetsprincippet. I 1800- og 1900-tallet opstod en række nationale bevægelser under fremmed styre under påberåbelsen af selvbestemmelsesretten. I november 1918 krævede f.eks. den dansk-slesvigske politiker H.P. Hanssen sønderjydernes ret til national selvbestemmelse.
Den nationale selvbestemmelsesret indgik også i Woodrow Wilsons 14-punkts-plan, som han fremlagde den amerikanske kongres den 18. januar 1918. Princippet dannede endelig grundlag for de mange nye statsdannelser, som opstod på grundlag af Versaillestraktaten i Europa efter 1. verdenskrig. Efter 2. verdenskrig blev princippet om folkenes selvbestemmelse gjort til et bærende princip i artikel 1 i FN-pagten. Selvbestemmelsesretten blev derved drivkraften bag den omfattende afkolonisering, der fandt sted i anden halvdel af 1900-tallet. De sidste år har mange nationale minoriteter og regioner påberåbt sig dette princip. Retten til national selvbestemmelse er dog ofte rettet imod statens territoriale integritet som i Spanien (Baskerlandet, Katalonien) eller Storbritannien (Skotland). Det kan også anmærkes, at den øgede politiske regulering fra EU kan blive et problem i forhold til selvbestemmelsesretten . 